# 麻省理工科技評論
《麻省理工科技評論》（英語：MIT Technology Review）是由麻省理工学院于1899年创刊的杂志。 它侧重报道新兴科技和创新商业，专注于科技的商业化和资本化。它的读者包括高级管理人员，创业者，投资者，研究员，科学家以及麻省理工校友等。它目前拥有英文、中文、西班牙文、德文等多种不同语言的版本。在2011年，麻省理工《科技创业》在最佳科学/技术类别评选中获得Utne Reader独立新闻奖项。

## TR35
科技创业 以评选年龄在35岁以下的全球最佳35名创新人士的每年TR35名单而出名。在1999年，随后的2002-2004年，TR评选为TR100，“年龄在35岁以下的全球最杰出100名创新人士”的名单。在2005年，这名单重命名为TR35，并缩减为年龄在35岁以下的35个人士。杰出获选人包括Google联合创始人拉里·佩奇和谢尔盖·布林，PayPal联合创始人马克斯·列夫琴、Geekcorps创建者伊桑·朱克曼、Linux开发者林纳斯·托瓦兹、BitTorrent开发者布莱姆·科亨、獲頒麦克阿瑟「杰出人才」奖项的生物工程師詹姆斯·柯林斯、发明家Micah Siegel和網景联合创始人馬克·安德森。